# Zwarte Meer (Drenthe)

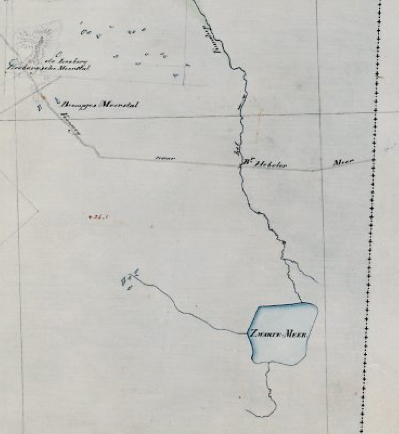
Het Zwarte Meer op een kaart uit de periode 1830-1850

Het Zwarte Meer was een veenmeer, ook wel  meerstal genoemd, in het zuidoostelijk gedeelte van de provincie Drenthe, dicht bij de grens met Duitsland.

## Geschiedenis
Oorspronkelijk lagen er in het veengebied van Zuidoost-Drenthe twee veenmeren, het Kleine en het Grote Zwarte Meer. In de 19e eeuw wordt op kaarten van dit gebied alleen nog één meer, het Zwarte Meer, vermeld. Uit het Zwarte Meer ontsprong het beekje de Runde, dat ook Rundiep werd genoemd.  Op de kaart van Kuypers uit 1869 is ook een verbinding te zien tussen het Zwarte Meer en het in Duitsland gelegen Hebeler Meer. Tijdens de vervening van het gebied, na de aanleg van de Verlengde Hoogeveensche Vaart, is het meer langzamerhand drooggevallen. De loop van de eveneens grotendeels drooggevallen beek de Runde wordt vanaf 2005 weer gereconstrueerd.

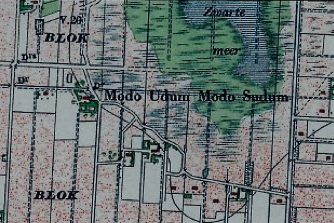
Zwarte Meer met de boerderij Modo Udum Modo Sudum (1906)

Vanaf 1871 vestigden zich een aantal Duitse en Twentse boeren zich aan de zuidzijde van het Zwarte Meer. Zij verbouwden boekweit in dit Drentse hoogveengebied. Zij namen hun katholieke levensovertuiging mee en vormden een enclave in het overwegend protestantse gebied. De door hen gestichte nederzetting zou naar het Zwarte Meer, Zwartemeer worden genoemd. Later werd dit dorp in noordelijke richting verplaatst naar de Verlengde Hoogeveensche Vaart. Op een topografische kaart, waarvan de verkenning heeft plaatsgevonden in 1902, staat het Zwarte Meer nog ingetekend. Bij het meer staat op deze kaart een boerderij ingetekend genaamd Modo Udum Modo Sudum wat Nu eens droog, dan weer nat betekent.